# Bobby socks
Cet article possède un paronyme, voir Bobby-soxer.
Pour l’article homonyme, voir Bobby.
Les chaussettes Bobby (anglais : Bobby socks) sont un style de chaussettes pour femmes, blanches, à longueur cheville ou ramassées à la cheville, au lieu de remonter complètement le long de la jambe.
Le terme Bobby-soxer dérive de ce type de chaussette.
Ils ont d'abord été populaires aux États-Unis dans les années 1940 et 1950, avant de faire un retour en force dans les années 1980.

## Galerie

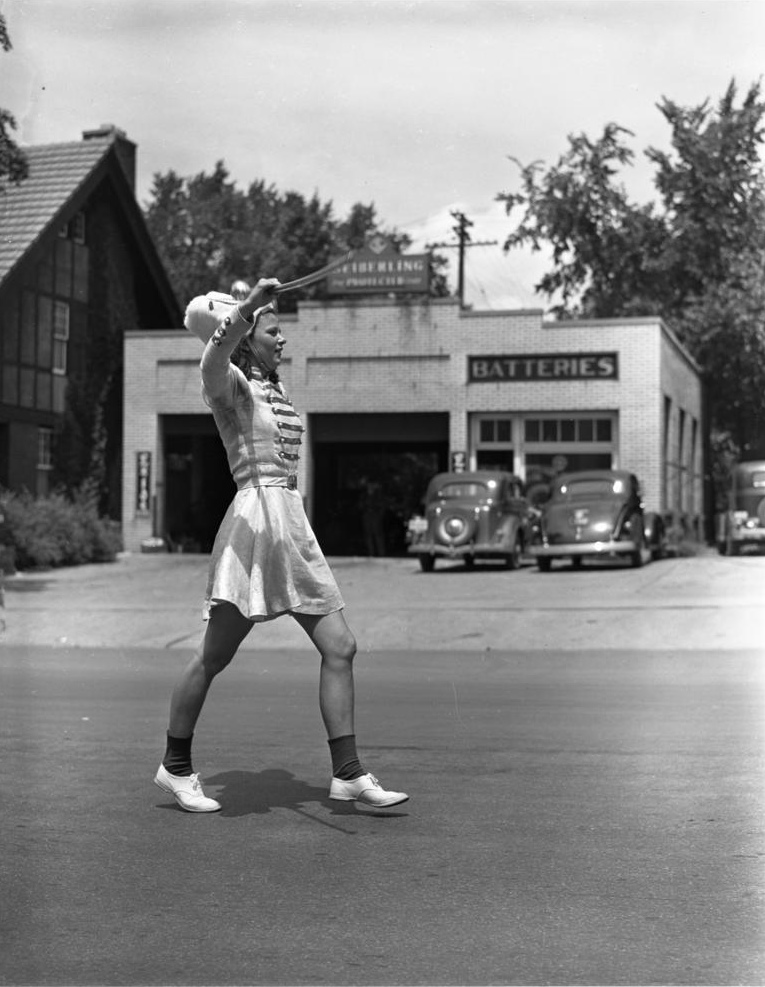
Bobby-soxer faisant tournoyer son bâton dans la parade du cirque Parker & Watts sur East Huron, Ann Arbor, Michigan, 8 juillet 1939.
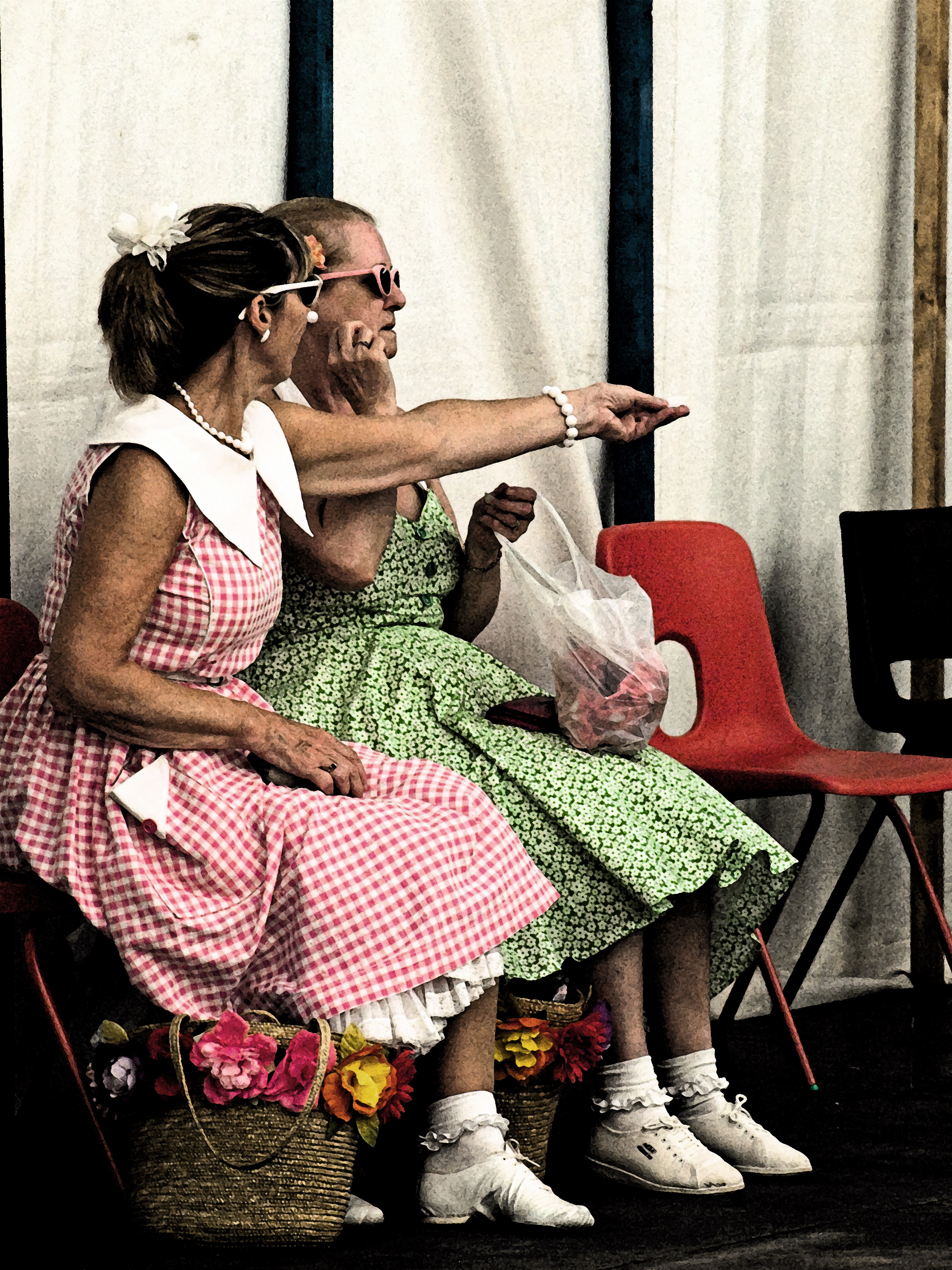
Deux femmes lors d'un week-end nostalgique des années 1950 dans le Crich Tramway Village, Derbyshire, Angleterre.